# 영동 심원리 승탑
영동 심원리 승탑(永同 深源里 僧塔)은 충청북도 영동군 심천면 국악로 18, 영동향토민속자료전시관에 있는 승탑이다. 1982년 12월 17일 충청북도의 유형문화재 제122호로 지정되었다.

## 개요
부도는 승려의 무덤을 상징하여 그 유골이나 사리를 모셔두는 곳이다. 영동향토민속자료전시관 내에 있는 이 부도는 전체가 마치 연꽃봉오리 모양을 하고 있다. 원래는 심원리의 옛 절터에 있던 것을 이곳으로 옮겨 놓은 것이다.
부도의 형태는 안상(眼象)을 새긴 네모난 바닥돌 위에 연꽃 받침과 연꽃 봉오리 모양의 탑신(塔身)을 올린 간결한 형태이다. 탑신은 모양 자체도 연꽃봉오리 모양일 뿐만 아니라 표면 전체에도 연꽃잎을 가득 새겨 놓았다.
바닥돌에 새긴 안상무늬와 탑신의 연꽃무늬조각 등으로 보아 고려 전기의 작품으로 추정된다.

## 이전 경위
원래는 심원리의 옛 절터에 있던 것을 영동초등학교를 거쳐, 영동군 영동읍 부용리 374번지 영동향토민속자료전시관으로 옮겼으나, 동 전시관이 심천면 고당리의 옛 난계국악기체험전수관이 있던 곳으로 이전함에 따라 승탑도 옮기고 충청북도지사가 문화재 소재지 변경을 고시하였다.

## 같이 보기
- 영동초등학교
- 영동향토민속자료전시관

## 참고 자료
- 영동 심원리 승탑 - 국가유산청 국가유산포털